# Чернігівський Вал
Чернігівський Вал, Черні́гівський дитине́ць — центральна укріплена частина Чернігова, що датується VII—XIII ст. Розташована на високому виступі правого берега долини Десни, обмежена з двох боків річкою та її притокою Стрижнем. Сформувався VII—VIII ст, на місці давнього поселення, що існувало в другій чверті нашої ери.

## Історія
У XI сторіччі був головним політичним і релігійним центром Чернігова — «стольного града» Чернігово-Сіверської землі. Дитинець був могутньою для того часу фортецею, оточеною глибоким ровом, високим земляним валом з дерев'яними стінами та вежами. Фортеця мала три брами:
- Київську — шлях від якої йшов до столиці Київської Русі — Києва, Любеча та Єлецького монастиря;
- Водяну;
- Погорілу;

Розбудова дитинця тісно пов'язана з першим літописним чернігівським князем — Мстиславом Володимировичем, який став княжити у Чернігові після перемоги над братом Ярославом Мудрим у Лиственській битві, що сталася 1024 року. Саме при Мстиславі розпочалось будівництво одного з найдавніших мурованих храмів Київської Руси — Спаського собору. Після смерті Мстислава у 1036 році він був в ньому і похований.
У XII—XIII ст. місто переживає епоху свого найвищого підйому. Чернігівське князівство, кордони якого на північному сході доходили до Мурома, а на півдні до Тмуторокані, веде боротьбу за Київський престол з Галицько-Волинським князівством. Місто розбудовується, населення сягає 20 тис. осіб. У цей час за рахунок приєднання північно-східної ділянки мису (впритул до берега р. Стрижень), куди був перенесений князівський двір, майже на третину збільшилась площа дитинця: він обіймав відтепер близько 16 га. Дитинець з трьох боків широким півкільцем охоплювали окольне місто — Передгороддя (40 га) та Третяк (близько 20 га), що мали самостійні лінії укріплень.
Потужною оборонною системою було обведене передгороддя, загальною площею майже 325 га. Біля підніжжя дитинця та Третяка розкинувся Поділ (близько 50 га), значна частина якого також мала свої укріплення. Таким чином загальна площа Чернігова на початку XIII ст. перевищувала 450 га, що дозволяє вважати його одним з найбільших міст у тогочасній Європі. За межами міста розташовувалися заміські монастирі, численні князівські та боярські села. В цей час у дитинці зведено муровані князівські тереми, засновано єпископський двір, побудовано церкви та собори, помешкання бояр та рядових жителів.
Укріплення чернігівського дитинця неодноразово зупиняли орди войовничих степових сусідів та амбіції інших князів вмираючої Київської держави. З літопису XII ст.:
|  | Юрій же став коло Гуричева і послав половців до Чернігова пустошити. Половці ж, прийшовши до города, багато здобичі взяли і [село] Семинь спалили. На ту ж ніч Ізяслав, і Ростислав, і Святослав, побачивши силу половецьку, повеліли людям усім утікати з острога в дитинець. |

Таким був дитинець до розгрому Чернігова у 1239 році, після семиденної облоги, військами хана Менгу. Після цієї трагедії дитинець та місто на віки впало у запустіння.
Відновлення дитинця пов'язане з литовським князем Вітовтом, якому дісталося місто у середині XIV ст. Через 2 сторіччя, у середині XVI ст. на виступаючому у бік Десни мисі Дитинця збудовано замок і влаштовано підземний хід до річки. Змінилося і планування. Вулиця від Погорілої (Північної) брами до замку стала головною. Вздовж неї споруджуються адміністративні будинки, казарми — артилерійський двір, де, як гадають, відлито більшість з 12 чавунних бастіонних гармат, що нині височіють з південної сторони дитинця.
В часи Гетьманської України — Чернігівська фортеця — стала адміністративно політичним центром козацького Чернігівського полку, споруджено будинок Івана Мазепи. Поруч на Третяку збудовано у стилі українського бароко Катерининський собор. У XVIII ст. дитинець забудовується новими спорудами — композиційною домінантною серед них став Чернігівський колегіум з дзвіницею. Будівництво очолює — Іван Максимович, за спонсорської допомоги Івана Мазепи.
У 1799 Чернігівську фортецю ліквідували. На початку XIX ст. були частково розкопані фортечні вали. На їх місці розбито бульвар, який прикрасили 12 гарматами. Після 1845 року на місці Дитинця та Чернігівської фортеці закладено парк під назвою Вал (Чернігівський Вал). Були оформлені дві площі: Гімназична та Соборна. З 1964 року — прийнята сучасна назва парку — «Центральний парк культури та відпочинку ім. М. М. Коцюбинського», а пам'ятки архітектури на його території увійшли до складу Чернігівського архітектурно-історичного заповідника — «Чернігів стародавній».

## Пам'ятки
- Спасо-Преображенський собор — перший мурований храм Чернігова, й один з перших у Київській Русі.
- Храм Бориса та Гліба — мурований храм закладений за правління князя Чернігівського Давида Святославовича
- Будинок Мазепи, або будинок Лизогуба — згодом будинок Полкової Канцелярії.
- Чернігівський колегіум — перший вищий навчальний заклад на лівобережжі України.
- Будинок Чернігівської чоловічої гімназії — збудований у 1804 році, один з перших навчальних закладів міста Чернігова.
- Будинок Чернігівської жіночої гімназії — нині Чернігівський обласний музей.
- Чавунні бастіонні гармати — 12 штук, відлиті у XVIII ст.
- Будинок архієпископа — перша у місті будівля збудована у стилі класицизму. Нині обласний державний архів.
- Пам'ятник Тарасові Шевченку
- Пам'ятник Івану Мазепі — перший пам'ятник гетьману Івану Мазепі встановлений в українському місті.
- Пам'ятний камінь «Борцям за волю України» — встановлений у жовтні 1992 року.
- Пам'ятник святому благовірному князеві Ігорю Ольговичу.

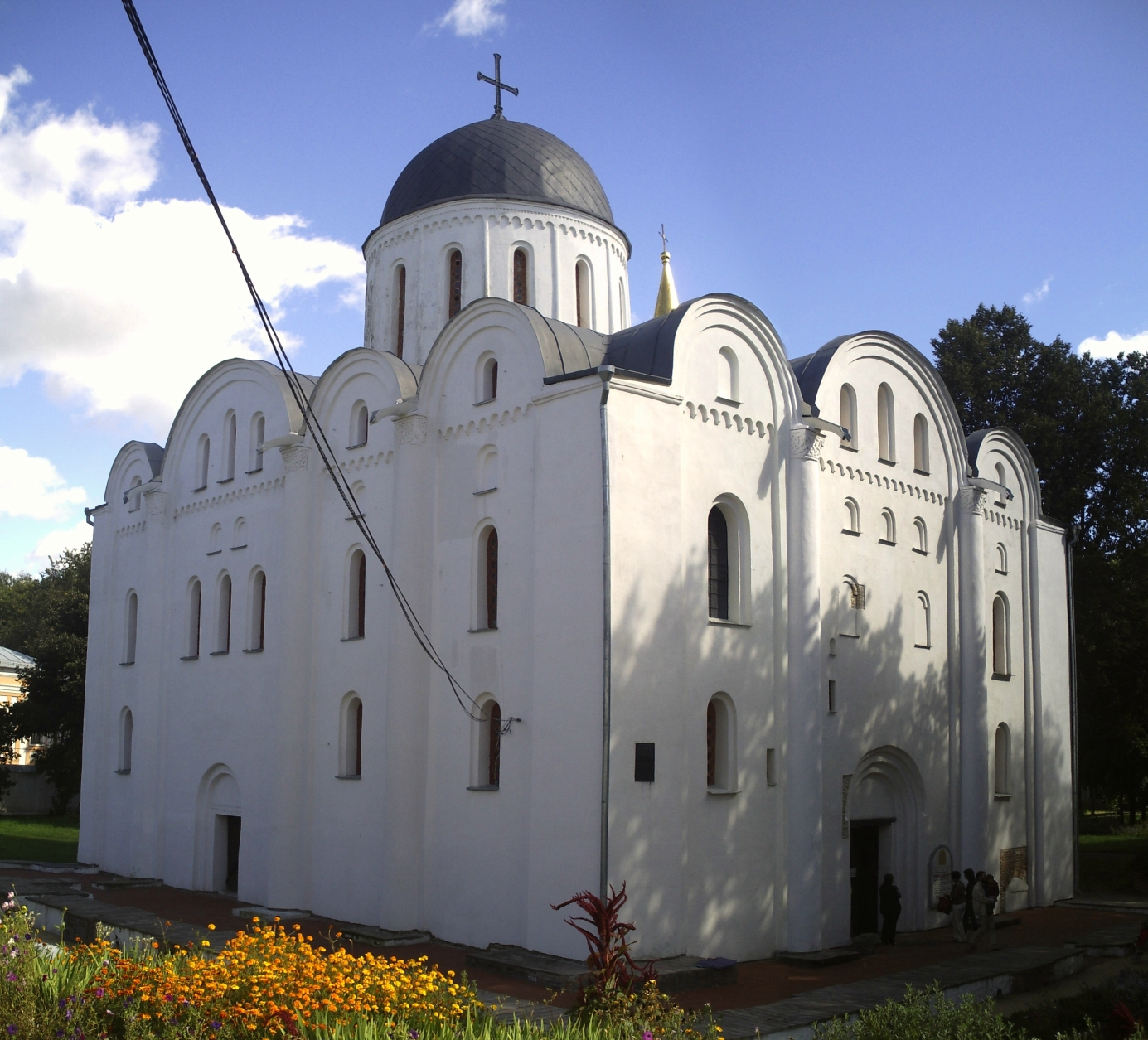
Храм Бориса та Гліба
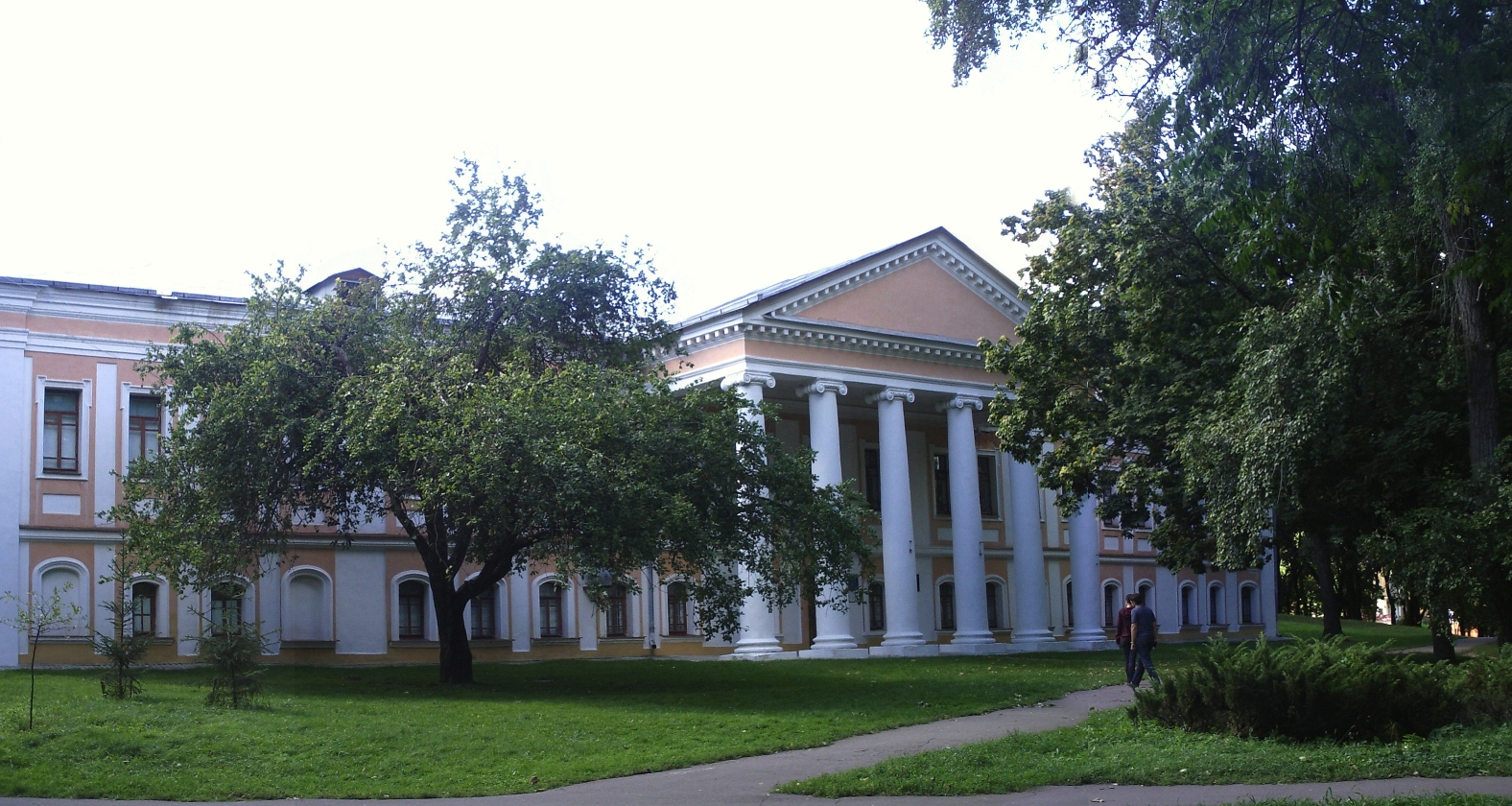
Будинок архієпископа. Нині Чернігівський державний архів
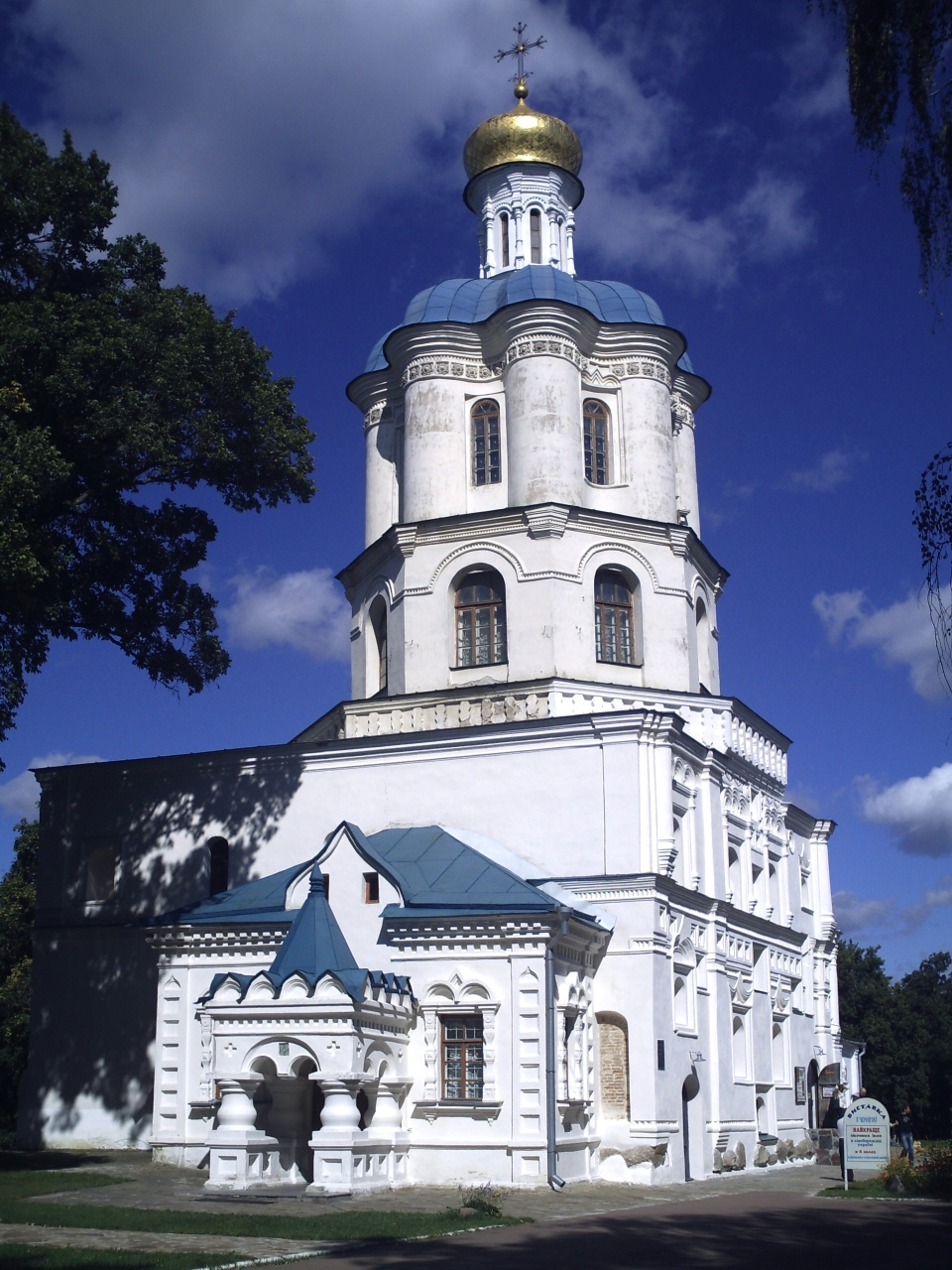
Чернігівський колегіум
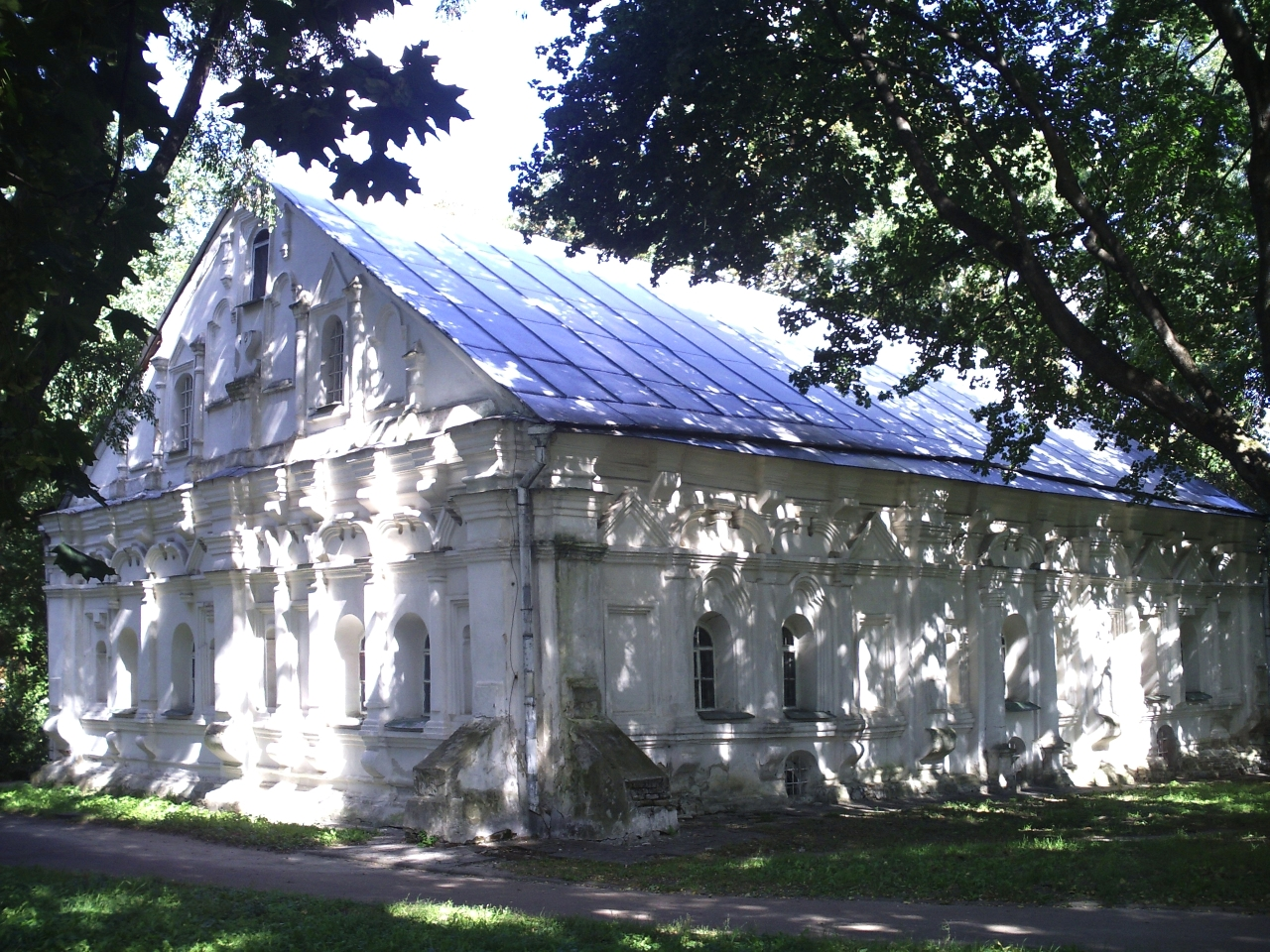
Будинок Івана Мазепи
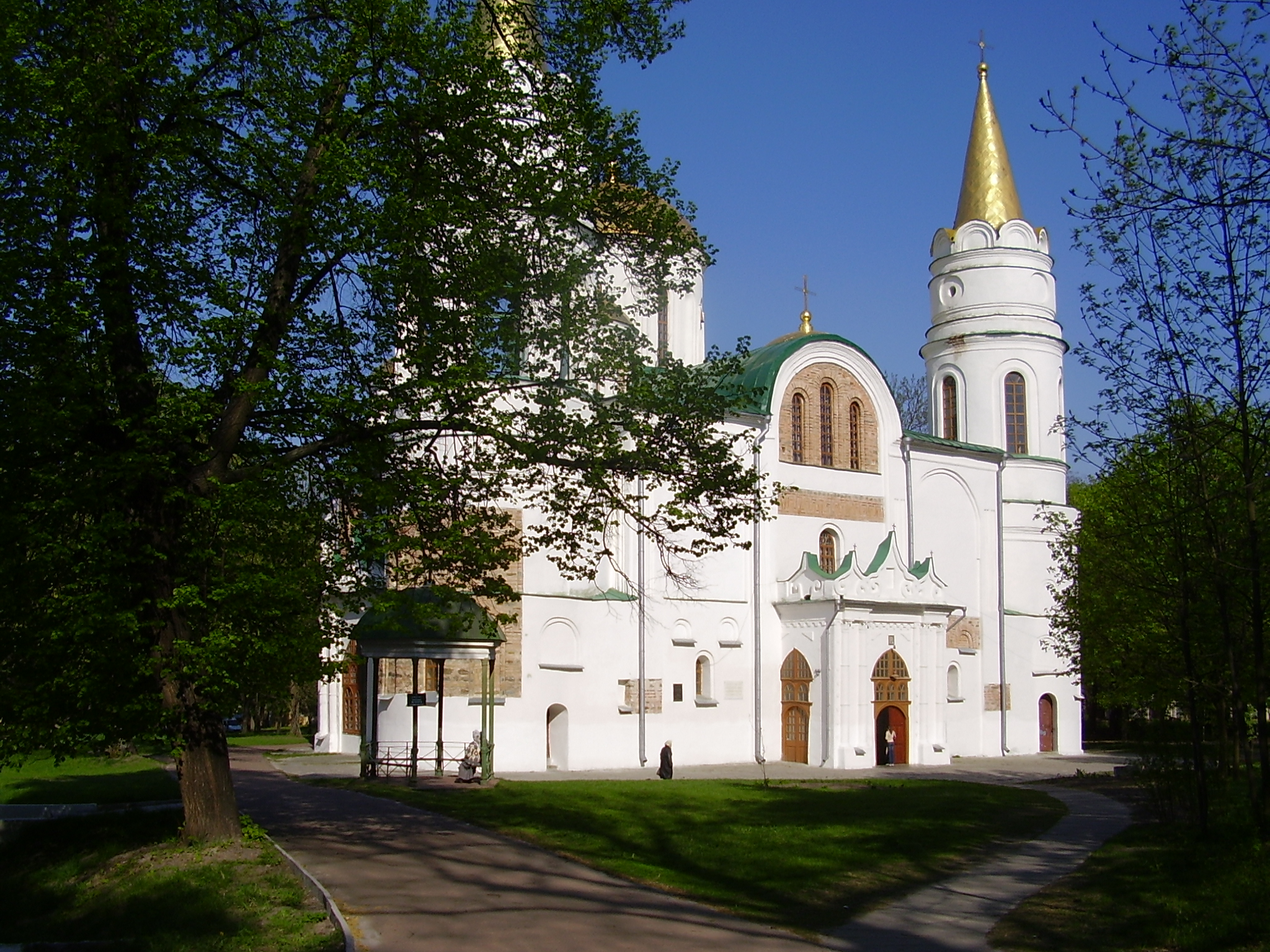
Спасо-Преображенський собор
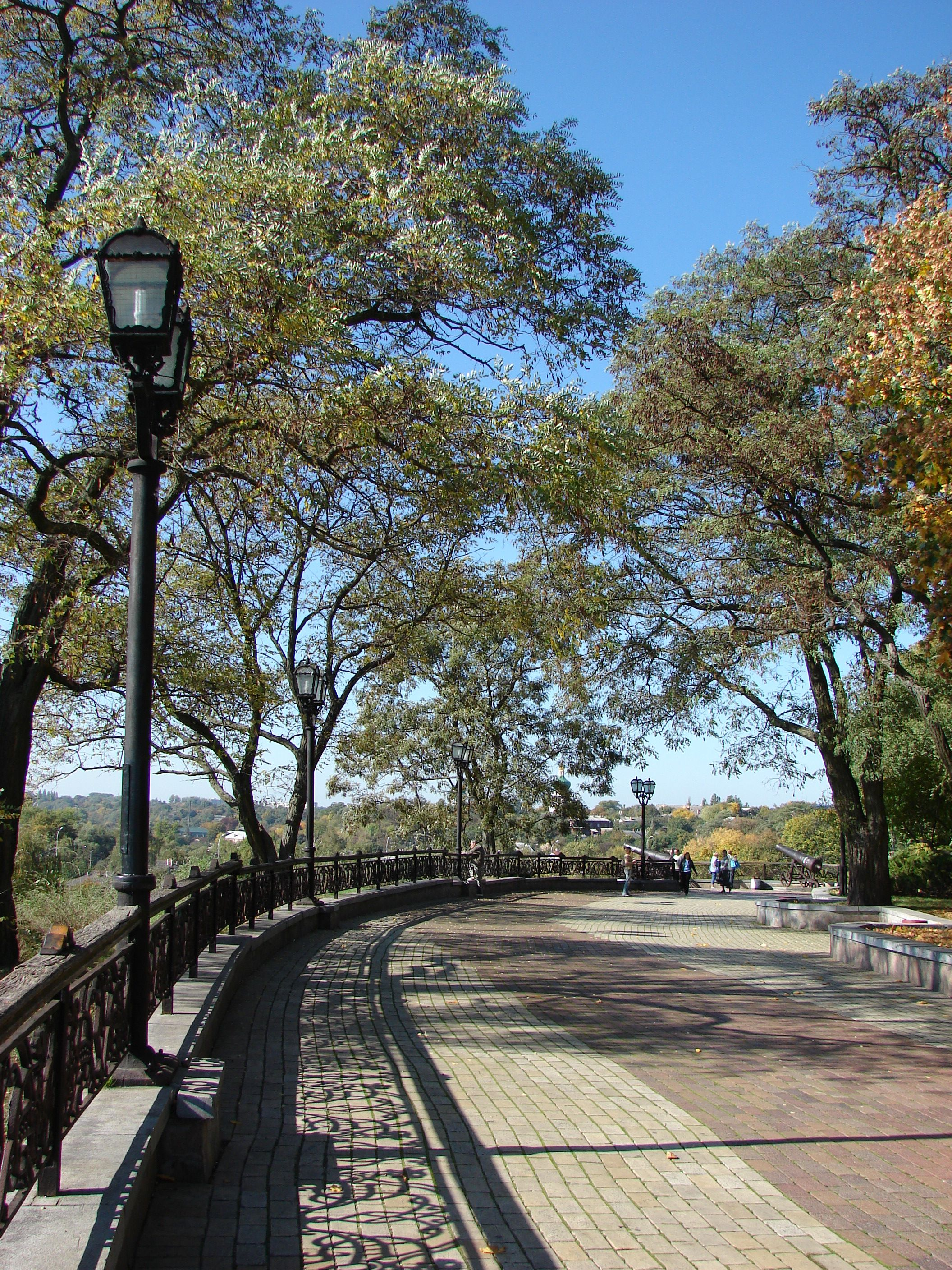
Алея з гарматами на валу
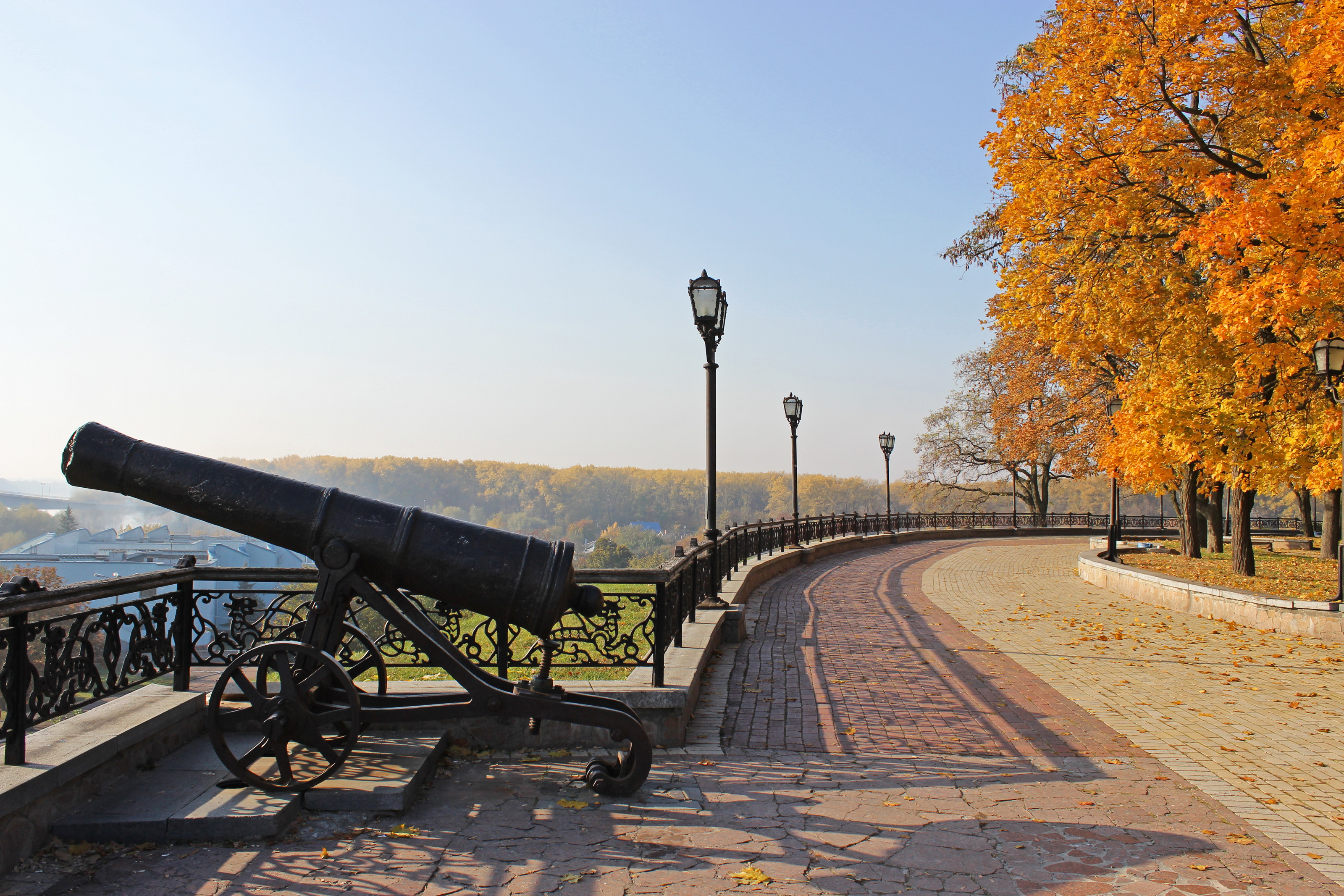
Гармата XVIII ст. на валу
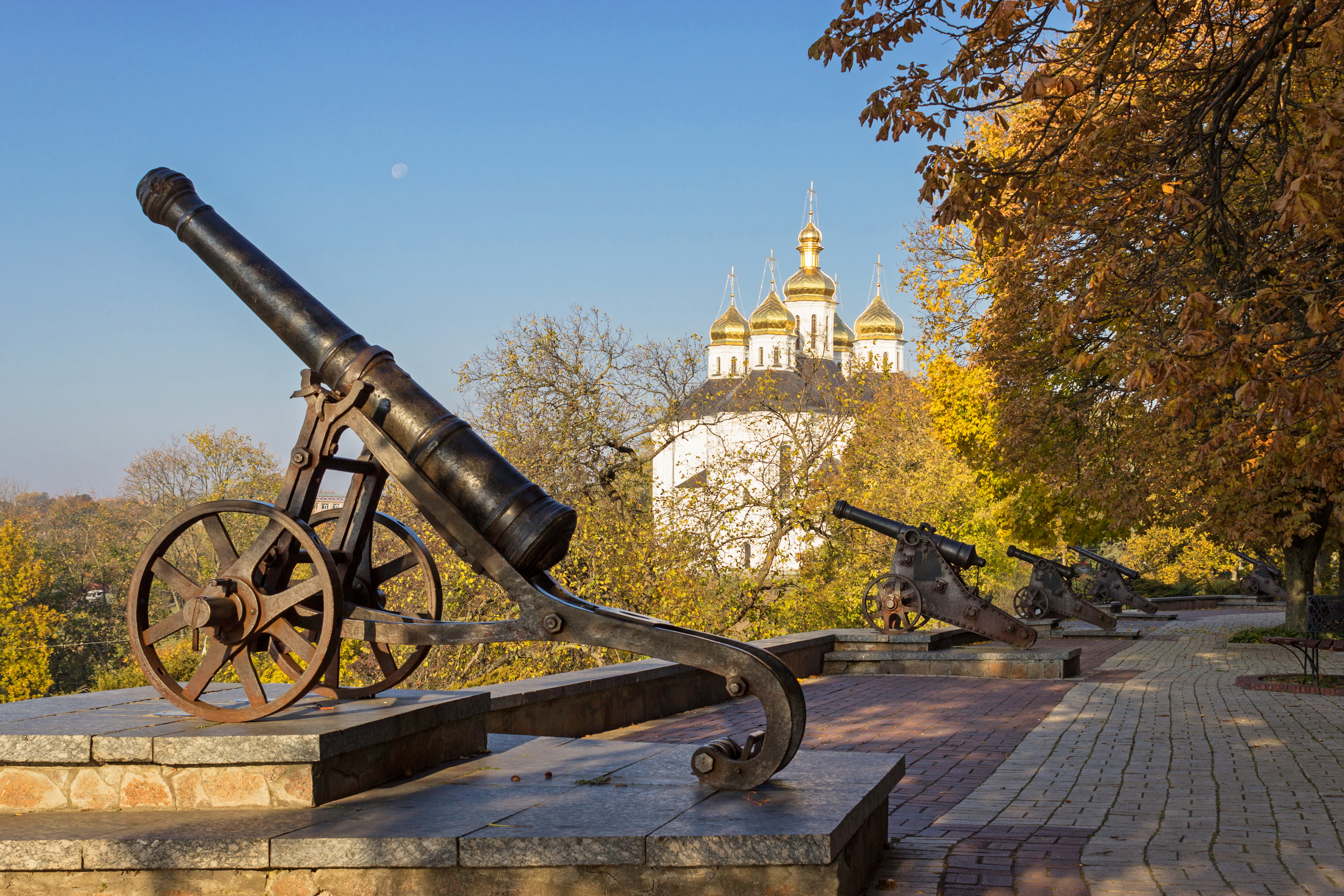
Гармата на валу
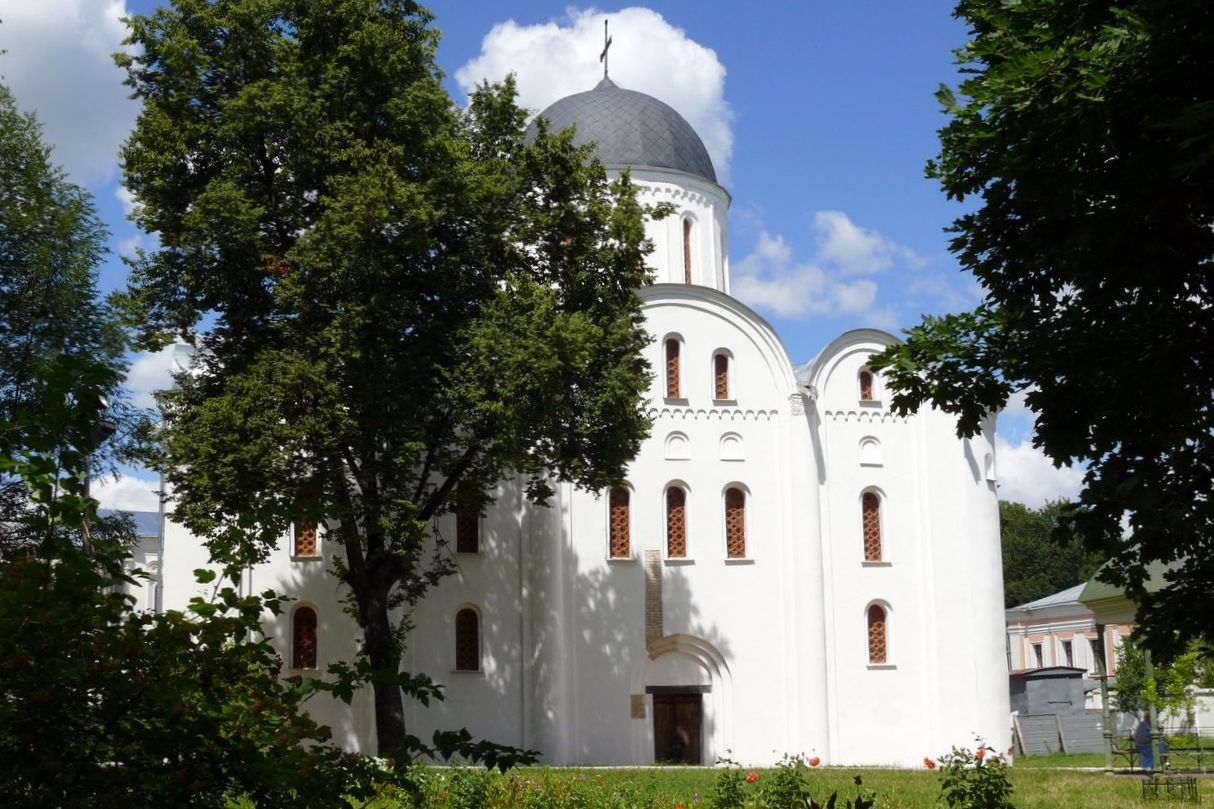
Борисоглібський собор
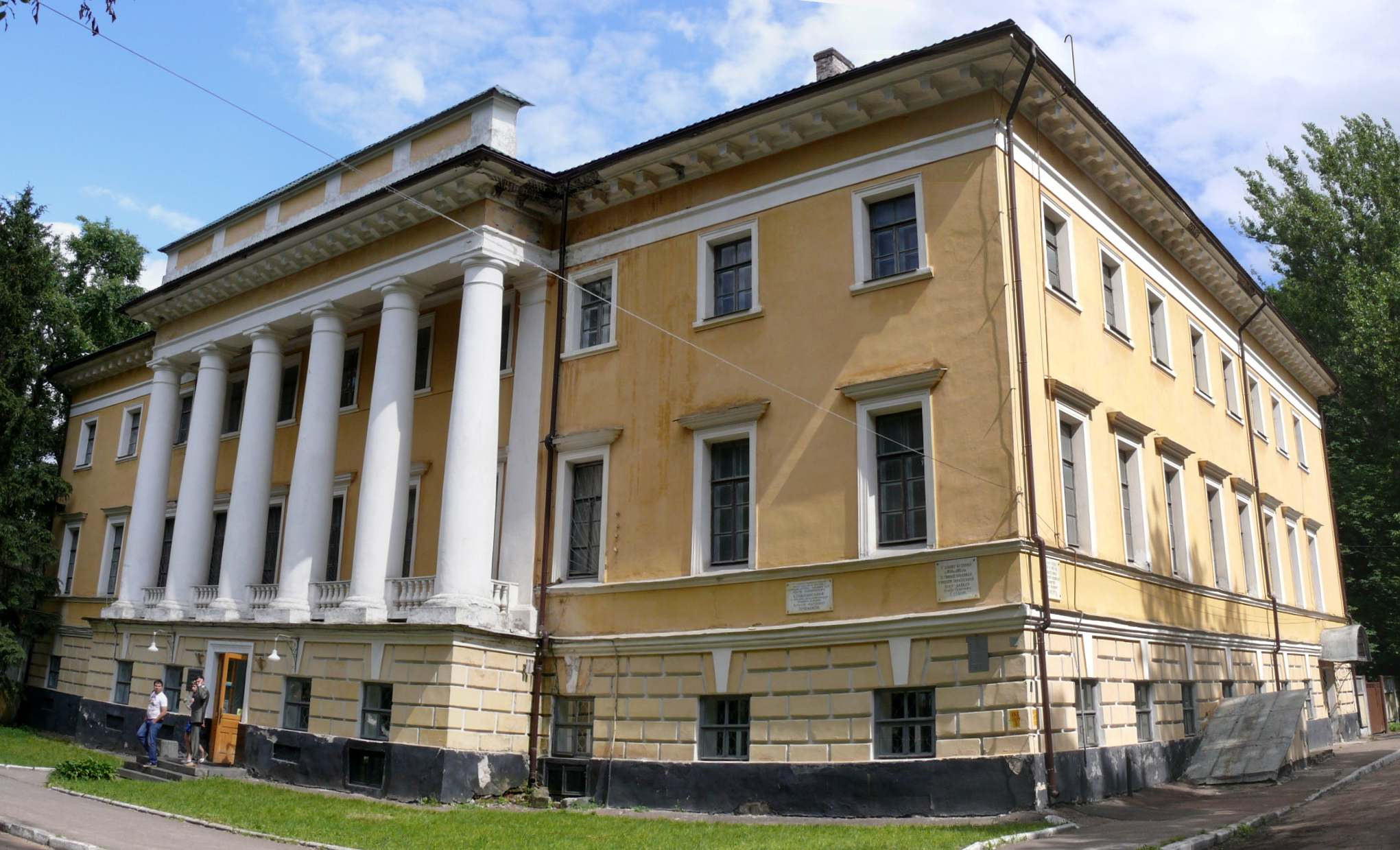
Обласний історичний музей
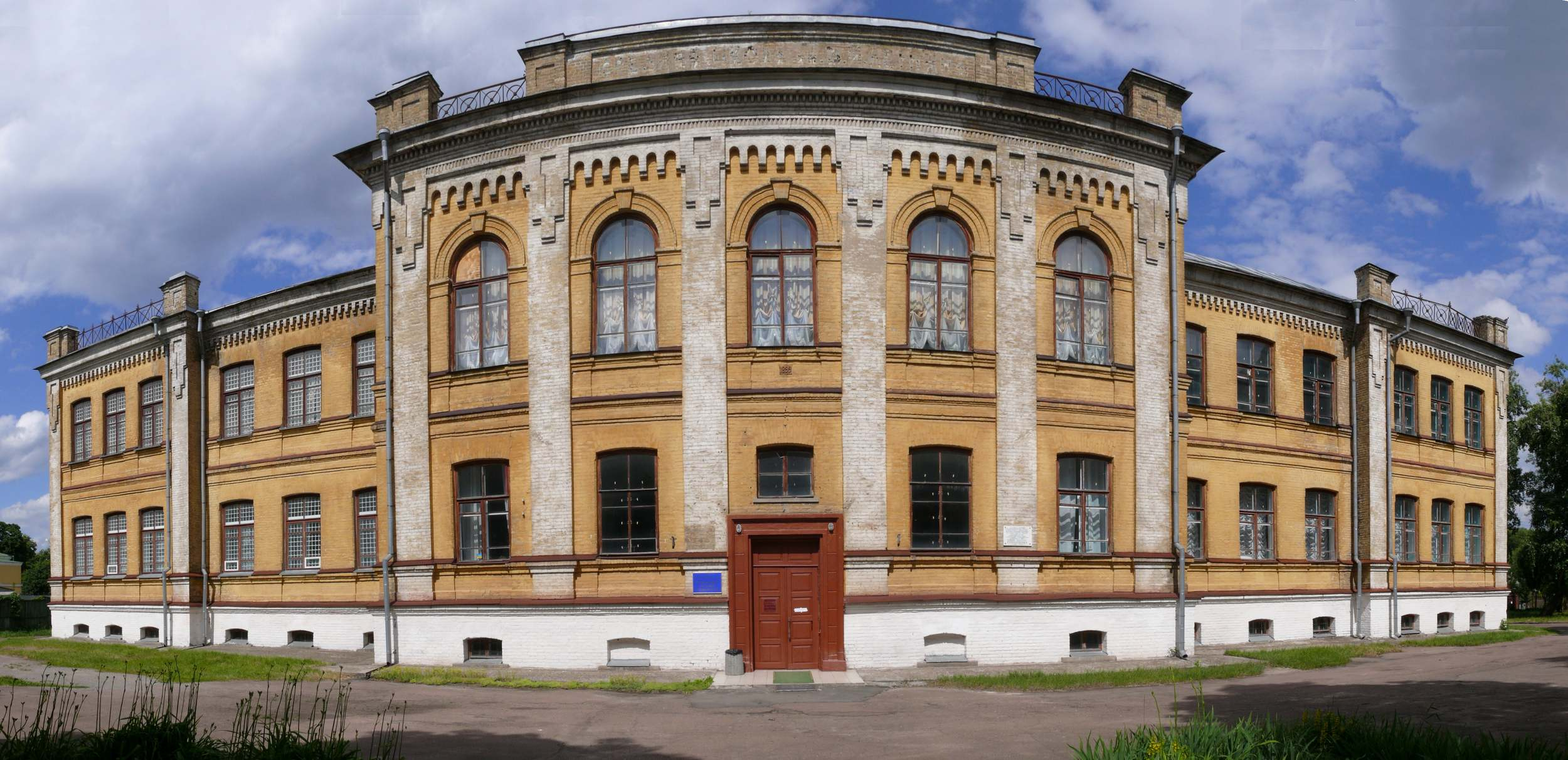
Обласний художній музей

## Археологічні дослідження
Археологічні дослідження Чернігова започатковано архімандритом Чернігівського Єлецького монастиря І. Ґалятовським у 1670-х роках. Однак повноцінні й систематичні археологічні дослідження на території Чернігова розпочато тільки після створення у 1979 р. на базі Чернігівського історичного музею Чернігівської археологічної експедиції. Враховуючи, що археологічні старожитності перебували під опікою музею, у 1981 р. створено відділ охорони та вивчення археологічних пам'яток, який очолив В. П. Коваленко. Це дозволило уточнити історичну топографію та етапи розвитку дитинця стародавнього Чернігова, остаточно встановити час заснування міста (кінець VII — початок VIII ст.), відкрити нові архітектурні комплекси XI—XII ст., поповнити фонди та експозицію музею значною кількістю речових комплексів.
За весь час досліджень було розкрито понад 10 тисяч м². Розкопками відкриті залишки 4 храмів, тереми, 2-х парадних брам, вивчені десятки житлових, виробничих та господарських будівель, досліджені залишки оборонних споруд, знайдено 7 ювелірних скарбів, зібрана величезна колекція знахідок.
Мис у гирлі Стрижня вперше був заселений людьми на початку н. е., що підтверджують знахідки зарубинецької кераміки. Також це доводять знахідки римських монет того часу. Епоха становлення Київської держави (кінець IX—X ст.) представлена на дитинці знахідками загальноруських типів (напівземлянки з глинобитними печами й ранньогончарною керамікою, предметами озброєння, дружинними старожитностями та ін.) В ході останніх досліджень виявлено декілька господарчих об'єктів на території княжого двору XII-XIII ст. — Медуш і млин.
Зі значною частиною знахідок можна ознайомитись у вищезгаданому Чернігівському обласному історичному музеї ім. Тарновського.